# Linea nigra

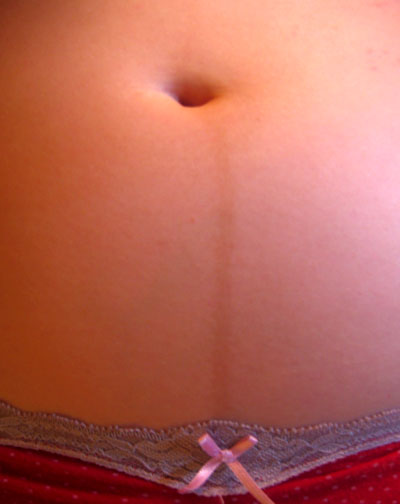
Linea nigra bij een zwangerschap van 22 weken.

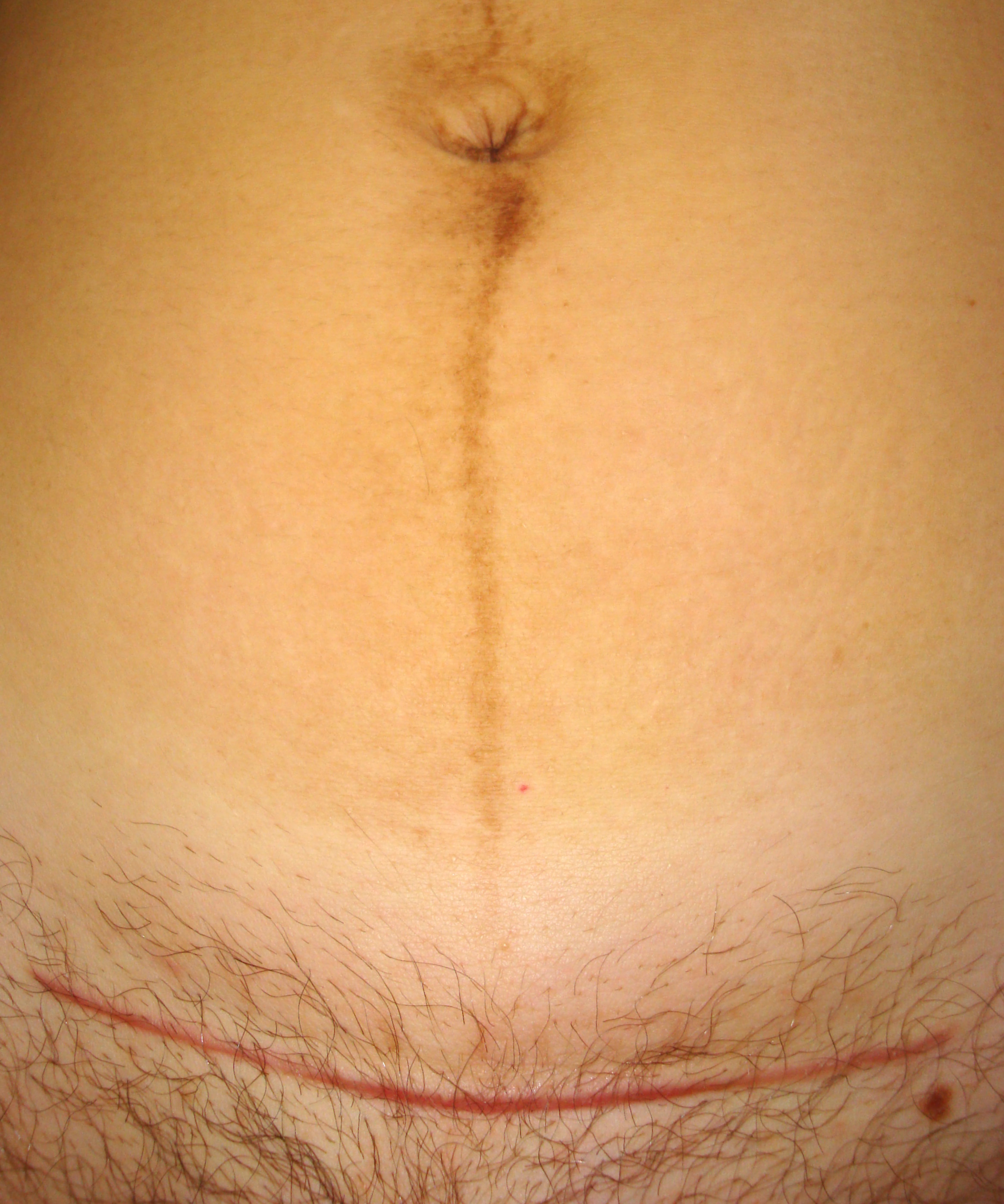
Litteken van keizersnede met 'linea nigra' 7 weken na de geboorte van het kind.

Linea nigra (Latijn for "zwarte lijn") is een donkere, verticale lijn die in driekwart van de zwangerschappen op de buik verschijnt. Deze bruine streep is gewoonlijk ongeveer een centimeter breed en loopt over het midden van de buik van het schaambeen naar de navel, soms loopt de streep door tot aan het middenrif.
Deze linea nigra is het gevolg van de verhoogde pigmentproductie door het hormoon oestrogeen, die er ook voor zorgt dat de tepels donkerder kleuren. Ook het ontstaan van melasma (zwangerschapsmasker) hangt hiermee samen. Het is niet bekend of deze verkleuringen een functie hebben. Zwangere vrouwen met een lichte huid hebben minder vaak een linea nigra dan vrouwen met een donkerdere huid. Voordat de donkere streep verschijnt, kan juist een lichte lijn verschijnen.
De linea nigra verschijnt meestal in het tweede trimester van de zwangerschap en vervaagt meestal na de bevalling, maar kan (al dan niet onder invloed van zonlicht) ook zichtbaar blijven. Bij moeders die borstvoeding geven, is de streep vaak langer zichtbaar. Na ongeveer een jaar is de linea nigra bij de meeste vrouwen niet meer of nog amper te zien.